# Selke-Aue
Selke-Aue este o comună din landul Saxonia-Anhalt, Germania. Se află la o altitudine de 120 m deasupra nivelului mării. Are o suprafață de 36,72 km². Populația este de 1.341 locuitori, determinată în 31 decembrie 2023, prin actualizare statistică[*]. Comuna a fost înființată pe 1 ianuarie 2010 prin fuziunea comunelor Hausneindorf, Wedderstedt și Heteborn.